# Sedin Alić
Sedin Alić (* 31. Mai 1989 in Trebinje, Bosnien und Herzegowina oder in Heijlsminde, Dänemark) ist ein dänisch-bosnisch-herzegowinischer Fußballspieler.

## Karriere
Sedin Alić begann bei Christiansfeld IF, ehe er in die Jugendabteilung von SønderjyskE wechselte. Dort begann er 2008 seine Profi-Karriere. Am 8. April 2009 kam er erstmals in der ersten Liga Dänemarks, der Viasat Sport Divisionen, zum Einsatz. Bei der 1:2-Niederlage wurde er in der 64. Minute für Mads Jessen eingewechselt. Insgesamt spielte er in der Saison 2008/09 vier Erstligaspiele für den Verein. In der Hinrunde der Spielzeit 2009/10 kam er auf fünf Ligaspiele, die er bestritt. 
Anfang 2010 wechselte er schließlich ablösefrei zum Zweitligisten Vejle BK, wo er einen Zweieinhalb-Jahres-Vertrag unterschrieb. Hier entwickelte er sich zum Stammspieler und kam bis zum Ende der Spielzeit 2009/10 auf noch zehn Einsätze, ehe er Ende der Saison aufgrund einer Leistenzerrung ausfiel. Nach seinem Comeback spielte er auch in der Saison 2010/11 noch zehn Partien in Dänemarks zweiter Spielklasse. Zur Saison 2011/12 wurde er an den Ligakonkurrenten FC Hjørring verliehen, nachdem er zuvor bei einem Probetraining dort überzeugte. Am 23. Oktober 2011 (11. Spieltag) schoss er gegen den Brønshøj BK sein erstes Tor im Profibereich, als sein Team 2:2-Unentschieden spielte. Insgesamt spielte er während seiner Leihe 13 Partien und traf dabei dieses eine Mal. Zur Rückrunde kehrte er zum Vejle Boldklub Kolding zurück, der sich zwischenzeitlich mit dem Kolding FC zusammenschloss. Dort trainierte Alić ab Februar jedoch zunächst mit der U19-Mannschaft, da er vom Trainerstab der Profis nicht mehr berücksichtigt wurde.
Im Sommer 2012 wechselte er zum schwedischen Drittligisten Kristianstads FF. Dort beendete er die Saison 2012 mit zehn Einsätzen. In der Spielzeit 2013 kam er zu weiteren 13 Einsätzen in Schwedens Ettan Södra. Während der Saison stand er wieder im Fokus von einigen dänischen Vereinen und den Stuttgarter Kickers aus Deutschlands dritter Liga.
Seitdem er den Verein im Januar 2014 verließ, fehlen jegliche Aufzeichnungen über seinen anschließenden Werdegang.